# Grégory Choplin
Pour les articles homonymes, voir Choplin.
 (mai 2011).
Grégory Choplin est un boxeur professionnel franco-ivoirien, né le 15 novembre 1980 à Saint-Denis.

## Palmarès

### Professionnel
- 2008 : It's Showtime 75MAX Trophy, finaliste
- 2007 : WFCA, champion du monde de boxe thaï -76,2 kg
- 2006 : W.P.K.L. Muaythai, champion du monde -76 kg
- 2004 : champion de France classe A de Muaythai

### Amateur
- 2004 : Championnat du monde IFMA de Muaythai à Bangkok, Thaïlande  -75 kg